# Ian Micallef
Ian Micallef (Gżira, 6 settembre 1969) è un politico maltese.
Ian Micallef è stato presidente della Camera dei poteri locali del Congresso dei poteri locali e regionali del Consiglio d'Europa dal 2006 al 2010. È stato eletto per la prima volta nel maggio 2006 e rieletto per un mandato di due anni il 27 maggio 2008.
Laureato in giurisprudenza con specializzazione in diritto europeo, Ian Micallef è consigliere comunale di Gżira (Malta) dal 1994 e Presidente dell'Associazione dei Consigli Comunali Maltesi dal 1996.
A livello internazionale, la sua carriera politica inizia nel 1996 quando diventa capo della delegazione maltese presso il Congresso del Consiglio d'Europa. Dal 2000 è anche membro del comitato esecutivo del Commonwealth Local Government Forum.
Ian Micallef è stato inoltre vicepresidente del Comitato delle regioni dell'Unione europea e membro del Consiglio delle elezioni democratiche della Commissione di Venezia del Consiglio d'Europa. Nel maggio 2004 è stato eletto vicepresidente del Congresso del Consiglio d'Europa.
Ian Micallef ha inoltre partecipato all'organizzazione di diverse conferenze internazionali del Consiglio d'Europa ed è stato responsabile per i rapporti nell'ambito della democrazia locale per il Consiglio d'Europa.